# Erik & Mackan - Snygga och smärta
Erik & Mackan – snygga och smärta är ett humorprogram på TV6 som efterföljer Erik & Mackan - Hela och rena. Programserien handlar om hälsa, ohälsa, träning, kost och liknande. Erik och Mackan skänker sina kroppar till vetenskapen och agerar försökskaniner när de svarar på tittarfrågorna. Programledare är Erik Ekstrand och Mackan Edlund. Programserien visades på söndagkvällar november–december 2008.